# Sporynit
Sporynit – macerał z grupy liptynitu węgli brunatnych i kamiennych. Powstaje ze spor i pyłków roślin.
- w węglach brunatnych sporynit utworzony jest ze spor i pyłków roślin. Wygląda jak zamknięte i zdeformowane pętle.
- w węglach kamiennych spory i pyłki roślin mają one morfologię zaciśniętych pętli i zdarza się, że są porozrywane szczególnie w durytach (współwystępowanie inertynitu i liptynitu). Barwa może być szara, ciemnobrunatna, zdarza się, że zewnętrzna krawędź ma inną barwę niż część środkowa. Zewnętrzna krawędź może być gładka lub w jakiś sposób ornamentowana. Wielkość spor:
  - megasporynit – duże spory, spory żeńskie, w węglach karbońskich nawet 3mm, dosyć rzadkie, częściej występują mikrospory (męskie). W megasporach barwa może być pomarańczowa związana z wysoką zawartością części lotnych (światło białe odbite). Fluorescencja sporynitu może być pomarańczowa, uzależniona od gatunku spor oraz od stopnia uwęglenia.